# Celama astigma
Celama astigma är en fjärilsart som beskrevs av George Francis Hampson 1894. Celama astigma ingår i släktet Celama och familjen trågspinnare. Inga underarter finns listade i Catalogue of Life.